# Minaudière

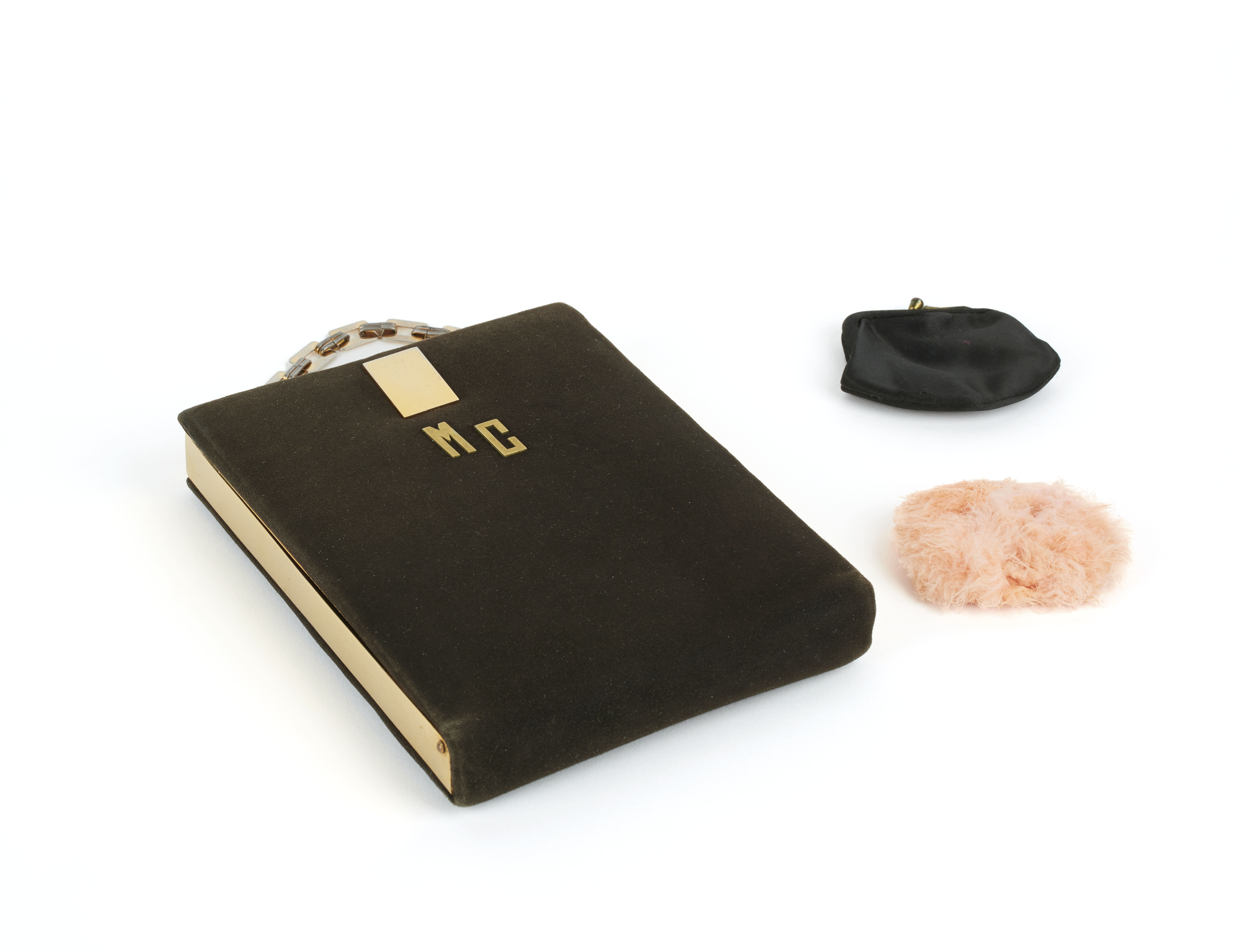
Minaudière med en liten portmonnä och en pudervippa.

Minaudière, franska "liten ask"; minimal, boxformad väska, inte mycket större än ett cigarettpaket, oftast i metall och med metallkedja, att bära runt handleden. Populär först på 1920-talet, ibland försedd med fingerring. Retromode på 1970-talet.